# تل أغر
تل أغر قرية في منطقة سلمية التابعة لمحافظة حماة في سورية. تقع شرق مدينة حماة.
تقع قرية تل أغر على بعد 33 كم إلى الشمال الشرقي من مدينة السلمية وإلى الشمال من طريق سلمية السعن مسافة 4 كم.
أحدثت بلدية تل أغر في عام 2006 م. يتبع للبلدية القرى التالية : تل أغر والفويرة ومزرعتها والصيادة والقنافذ وأم خريزة.
بناء القرية حديث وقديم ومتقارب وأراضي القرية سهلية وتستعمل لزراعة الشعير غالباً. أثر الجفاف وقلة الأمطار على الزراعة المروية فأصبحت معظم الزراعات بعلية. يوجد في القرية تل أثري قديم بقع في الاتجاه شمال شرق القرية.
توجد مدرستان -ابتدائية وإعدادية- تخدم قريتي تل أغر والقنافذ. وتوجد مدرسة ابتدائية لخدمة أم خريزة والفويرة.